# (həd) pe
(həd) pe – drugi album zespołu (hed) P.E.

## Lista utworów
1. „P.O.S.” – 3:13
2. „Ground” – 2:32
3. „Serpent Boy” – 5:50
4. „Firsty” – 2:32
5. „Tired Of Sleep (T.O.S.)” – 3:51
6. „Darky” – 5:22
7. „Schpamb” – 3:05
8. „Ken 2012” – 5:08
9. „Circus” – 2:06
10. „33” – 4:06
11. „Hill” – 4:04
12. „I.F.O.” – 4:56
13. „Bitches” – 12:03